# Ensemble intercontemporain
Ensemble intercontemporain, также в орфографии InterContemporain (неологизм, образованный из inter «между», подразумевается «международный» + contemporain «современный») — французский инструментальный ансамбль (фактически камерный оркестр), специализирующийся на исполнении музыки XX и XXI веков. Позиционирует себя как «ансамбль солистов» (всего 31). Финансируется Министерством культуры и коммуникаций Франции и парижским муниципалитетом.

## Краткий очерк деятельности
Основан в 1976 в Париже Пьером Булезом. Несмотря на то, что Булез не был официально художественным руководителем ансамбля, фактически он концертировал и делал аудиозаписи с ансамблем со дня его основания до конца 2000-х годов. Ансамблем руководили М. Табачник, П. Этвёш и другие музыканты из разных стран, с 2013 года — немецкий композитор М. Пинчер.
С 1995 по январь 2015 Ensemble intercontemporain размещался в музыкальном и культурно-развлекательном комплексе «Город музыки» (Cité de la musique, в XIX округе Парижа), после этого — в концертно-музыкальном комплексе «Парижская филармония». Ансамбль тесно связан с музыкальным институтом IRCAM (фр. Institut de recherche et coordination acoustique/musique), но представляет собой независимый коллектив.
За время своего существования ансамбль осуществил мировые премьеры св. 200 музыкальных сочинений. В обширной дискографии ансамбля Б.Барток, А.Берг, Л.Берио, Х.Бёртуисл, П.Булез, Э.Варез, А.Веберн, Э.Картер, Я.Ксенакис, Д.Куртаг, Д.Лигети, О.Мессиан, Л.Ноно, Э.Нуниш, Э.Парра, А.Посадас, И. Ф. Стравинский, Л.Франческони, Чин Ынсук, А.Шёнберг и другие композиторы XX—XXI веков. Из наиболее значительных творческих достижений Ensemble intercontemporain — полное собрание сочинений Веберна в аудиозаписи, осуществлённое под руководством Булеза в 1992 году.

## Руководство
- Мишель Табачник (1976—1977)[3]
- Петер Этвёш (1979—1991)
- Дэвид Робертсон (1992—1999)
- Джонатан Нотт (2000—2005)
- Сусанна Мялкки (2006—2013)
- Маттиас Пинчер (2013-)